# Сирна седмиця
Сирна седмиця (Сирний тиждень, грец. Ἑβδομάς τῆς Τυρινῆς, церк.-слов. Сы́рнаѧ седми́ца) — підготовча й остання суцільна седмиця в богослужбовому уставі Православних церков перед Великим постом, яка починається від понеділка, безпосередньо наступного після Тижня про Страшний суд.

## Богослужіння
Богослужіння Сирного тижня є підготовкою до Великого посту, тому в Православній церкві дні сирного тижня не є святковими на відміну від святкування народної Масниці. Про цю седмицю в богослужінні говориться: «переддень покаяння, передсвято (πυοεόρτιον) стриманості, світле передчуття посту, седмиця перед очисною». Починаючи з вечірні неділі стихири на стихівні Октоїха замінюються стихирами з Пісної Тріоді, а на ранній у понеділок співаються седални Пісної Тріоді і трипіснець на каноні з неї ж. Підготовляючи віруючих до тривалого посту та пояснюючи його значення через богослужбові тексти, Православна церква вчить, що піст завжди корисний, під час нього слабшають бісівські спокуси, разом з тими, хто постить, перебувають ангели, оскільки за допомогою посту людина очищається. Например, у стихирі на стиховні в понеділок на ранній про це сказано: « На всѧ́кое вре́мѧ по́стъ поле́зенъ є҆́сть, и҆зволѧ́ющымъ и҆ творѧ́щымъ и҆̀: нижѐ бо и҆скꙋше́нїе де́мѡнское дерза́етъ на постѧ́щагосѧ: но и҆ храни́тели жи́зни на́шеѧ а҆́гг҃ли, люботрꙋ́днѣйше съ на́ми пребыва́ютъ, посто́мъ ѡ҆чи́стившимисѧ».
Богослужіння в середу та п'ятницю має схожість із великопісним. Починаючи з вечірні у вівторок, читається молитва Єфрема Сиріна, на якій ті, що моляться в церкві, кладуть земні та поясні поклони. На ранній замість піснеспіву «Бг҃ъ гдⷭ҇ь и҆ ꙗ҆ви́сѧ на́мъ…» співається Алілуйя з постовими віршами. У середу та п'ятницю не належить, згідно з Типіконом, здійснювати Божественну літургію. У суботу Сирної седмиці звершується пам'ять усіх преподобних отців у подвигу посту тих, що просіяли — Собор усіх преподобних. А в останній день сирного тижня, у неділю, згадується Церквою за богослужінням гріхопадіння і вигнання перших людей із Раю — Неділя сиропусна, а на повечір'ї цього ж дня відбувається Чин прощення.
У IX столітті Теодор і Йосип Студити і Христофор Протосинкріт написали багато піснеспівів, які нині використовує церква в Сирний тиждень.

## Трапеза
Згідно з Типіконом, весь тиждень, включно зі середою й п'ятницею, дозволено їсти рибу, яйця, сир, молочні продукти, але заборонено їсти м'ясо у всі дні цього тижня; крім того, в середу та п'ятницю рекомендовано лише один прийом їжі увечері. Відсутність посту в среду та п'ятницю Устав пояснює так у 49-й главі: «По вече́рни же въ си́хъ двꙋ̀ дне́хъ (среды̀ и҆ пѧтка̀), ꙗ҆ди́мъ сы́ръ и҆ ꙗ҆́ица, є҆ди́ною дне́мъ разрѣша́юще пра́вила тетраді́тѡвъ и҆ ꙗ҆кѡві́тѡвъ».

### Відмова від м'яса
Про історію посту в цей тиждень, тобто про причини відмови від м'яса, розповідає Никифор Калліст Ксанфопул (XIV століття) в Синаксарі Суботи сирної, поміщеному в Пісній Тріоді: візантійський імператор Іраклій I після шестирічної виснажливої війни з перським царем Хосровом дав обітницю не їсти м'яса в останній тиждень перед Великим постом. Було здобуто перемогу. Прийнявши благочестиву обітницю і клопотання царя, Церква ввела це до свого богослужбового статуту.